# Presbytère de Rouffach
Le presbytère de Rouffach est un monument historique situé à Rouffach, dans le département français du Haut-Rhin.

## Localisation
Cet ancien bâtiment est situé au 12, rue des Prêtres à Rouffach (l'actuel presbytère se situe 9, place de la République à Rouffach).

## Historique
Ce presbytère fait l'objet d'une inscription au titre des monuments historiques depuis 2001.

## Architecture

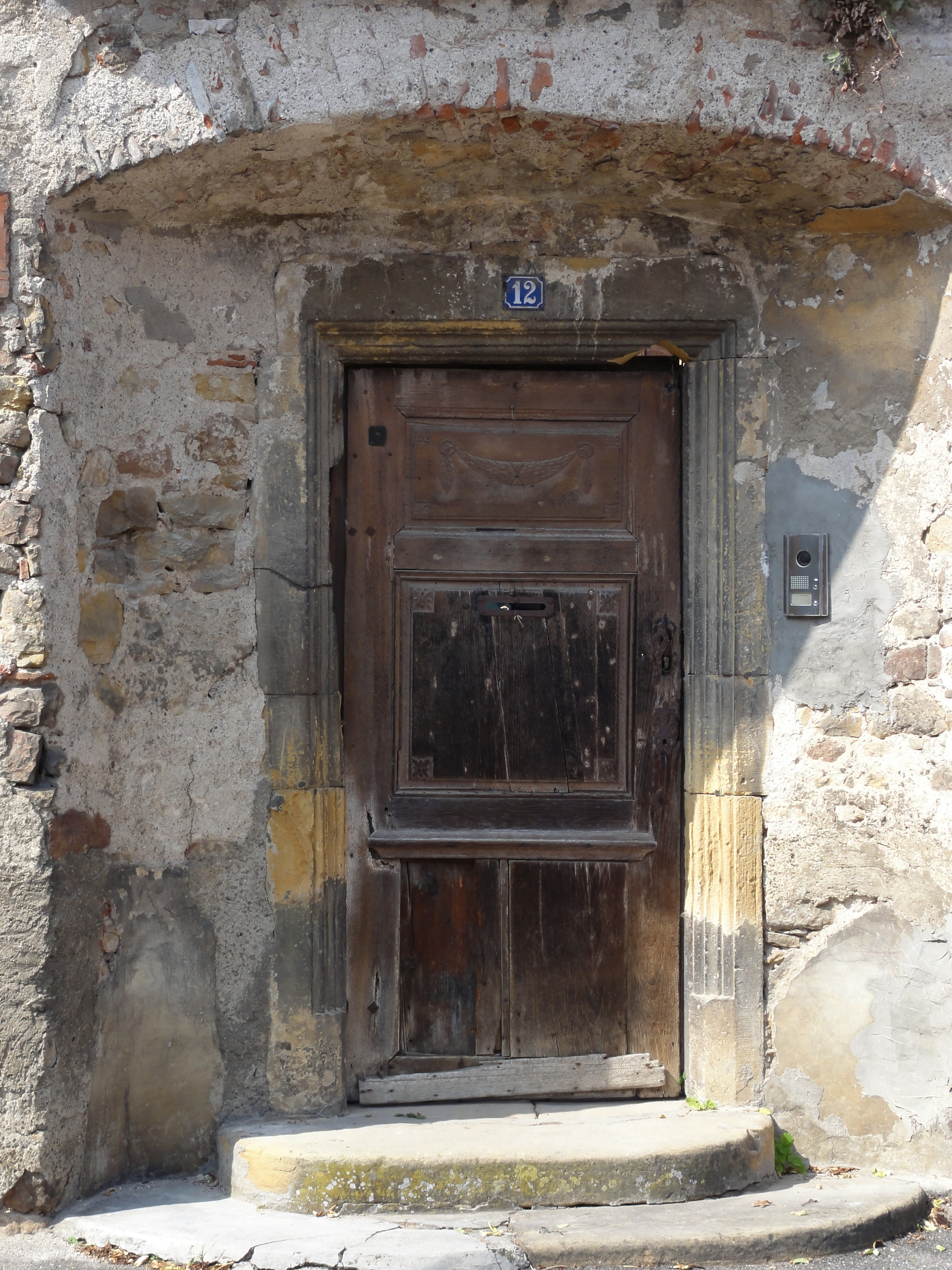
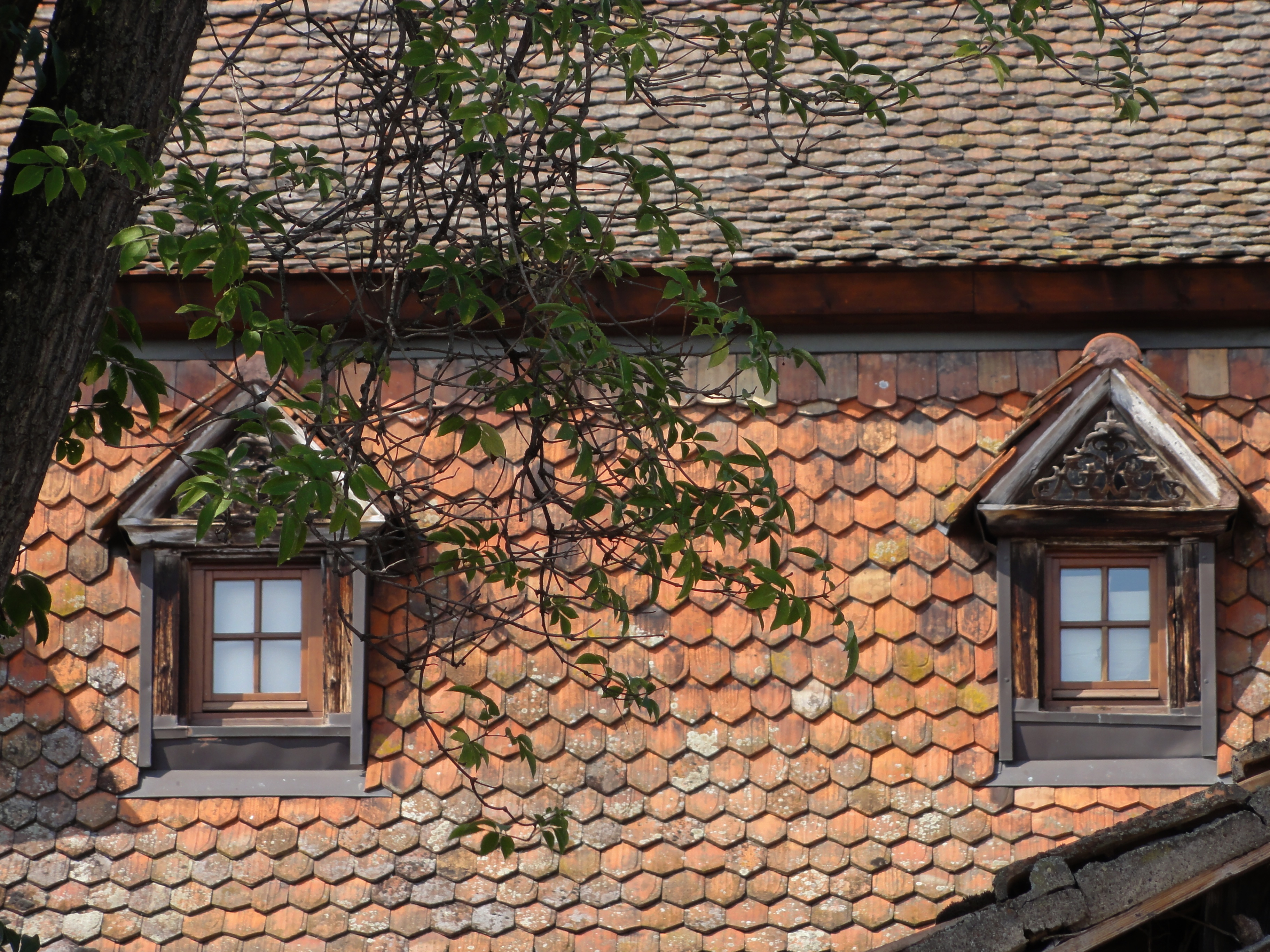